# Teckop
Teckop est un hameau et un polder situé dans la commune néerlandaise de Woerden, dans la province d'Utrecht.

## Histoire
Teckop a été une commune indépendante de 1817 jusqu'au 8 septembre 1857. À cette date, Teckop fusionne avec 's-Gravesloot, Kamerik-Houtdijken et Kamerik-Mijzijde dans la nouvelle commune de Kamerik. Jusqu'au 1er janvier 1821, la commune était située dans la province de la Hollande-Méridionale.